# Jovan Belimarković
Jovan Belimarković (srbsko Јован Белимарковић), srbski general in politik, * 1827, † 1906.
General in srbski vojni minister Belimarković je bil med letoma 1889 in 1893 skupaj z Jovanom Ristićom in Kosto Protićom član namestništva za mladoletnega Aleksandra I. Obrenovića.